# Чемпионат Европы по летним видам спорта
Чемпионат Европы по летним видам спорта (англ. European Championships) — многопрофильное спортивное мероприятие, которое каждые четыре года объединяет существующие европейские чемпионаты некоторых из ведущих видов спорта. Первый чемпионат Европы по летним видам спорта будет организован в 2018 году принимающими городами Глазго (Шотландия) и Берлином (Германия) с 2 по 12 августа. Чемпионаты Европы по этим видам спорта, проводимые в другое время (ежегодно в случаях велоспорта, гимнастики, гребного спорта и триатлона, раз в два года в случае легкой атлетики и водных видов спорта), будут проходить по прежнему расписанию и не будут перенесены.

## Общая информация
В 2018 году чемпионат Европы по легкой атлетике пройдет в Берлине, а в Глазго пройдут соревнования по водным видам спорта, велосипедному спорту, гимнастике, гребному спорту и триатлону, а также первый чемпионат Европы по гольфу.
Эти спортивные состязания проводятся под новым общим брендом чемпионата Европы по летним видам спорта с логотипом в виде звезды, который называется «Mark of the Champion» (англ.) — «Знак чемпиона».
Европейский вещательный союз (англ. European Broadcasting Union, EBU) является ключевым партнером мероприятия. Он организовал трансляции в Европе на каналах бесплатного эфирного вещания через телевизионную сеть «Евровидение», приблизив потенциальную телевизионную аудиторию чемпионата к 1,03 миллиарду зрителей. Спортивные состязания также будут транслироваться по радио и на нескольких цифровых платформах.
Соревнования по легкой атлетике будут проходить на Олимпийском стадионе в Берлине с 7 по 12 августа. А в Глазго соревнования начнутся 3 августа с первенства по плаванию в Международном центре плавания Толлкросс и синхронному плаванию в спортивном кампусе Скоттун. Далее последуют соревнования по прыжкам в воду в бассейне Royal Commonwealth Pool в Эдинбурге и по плаванью на открытой воде на озере Лох-Ломонд.
Впервые пройдут соревнования сразу в четырёх олимпийских дисциплинах велоспорта — гонках на треке, шоссейных гонках, маунтинбайке и BMX. Они пройдут на велодроме имени сэра Криса Хоя в Глазго, на улицах Глазго, велосипедных дорожках на горе Каткин Брэйс и на новом BMX треке олимпийского стандарта, который был построен в городе.
Соревнования по гимнастике состоятся в спортивном комплексе SSE Hydro, а новый групповой чемпионат по гольфу будет организован в Глениглсе. Состязания по гребле и триатлону будут проходить в Стратклайдском парке.
Руководство чемпионата Европы по летним видам спорта во главе с Полом Бристоу и Марком Йоргом разработало концепцию всего мероприятия и занимается его проведением от имени участвующих спортивных федераций.
Это спортивное событие не связано с Европейскими играми, которые организуются Европейскими олимпийскими комитетами.

## Первый чемпионат Европы по летним видам спорта (2018)
Европейские руководящие органы легкой атлетики, водных видов спорта, велоспорта, гольфа, гимнастики, гребного спорта и триатлона будут координировать свои индивидуальные чемпионаты в рамках первого чемпионата Европы по летним видам спорта с 2 по 12 августа 2018 года, который пройдет в Берлине и Глазго.
Руководящие органы, принимающие участие:
- Европейская легкоатлетическая ассоциация организует чемпионат Европы по легкой атлетике 2018 года в Берлине, Германия
- Европейская федерация водных видов спорта организует чемпионат Европы по водным видам спорта 2018 года
- Европейский велосипедный союз организует чемпионат Европы по велоспорту 2018 года, объединив индивидуальные чемпионаты по треку, шоссе, маунтинбайку и BMX
- Международная федерация гребного спорта FISA организует чемпионат Европы по гребле 2018 года
- Европейский союз триатлона организует чемпионат Европы по триатлону 2018 года
- Европейский гимнастический союз организует чемпионат Европы по спортивной гимнастике 2018 года в Глазго
- Европейский тур и женский Европейский тур организуют первый чемпионат Европы по гольфу в Глениглсе, Шотландия

Европейский вещательный союз (EBU) будет осуществлять трансляции чемпионатов, выделив для этого более 2700 часов эфирного времени. Одна только трансляция соревнований по легкой атлетике, как ожидается, привлечёт на 20 процентов больше телезрителей, чем обычно привлекали трансляции предыдущих чемпионатов Европы по легкой атлетике.
Все крупнейшие бесплатные эфирные телеканалы Европы будут обсуществлять трансляцию чемпионата. Европейский вещательный союз подтвердил охват пяти ведущих медиарынков: BBC в Великобритании, ARD / ZDF в Германии, France Televisions во Франции, RAI в Италии и TVE в Испании. Также к вещанию присоединились и другие члены вещательного союза: VRT (Бельгия), HRT (Хорватия), DR (Дания), YLE (Финляндия), RTÉ (Ирландия), NOS (Нидерланды), NRK (Норвегия), TVP (Польша), SRG SSR (Швейцария) и SVT / TV4 (Швеция). Зона покрытия также расширилась благодаря сделке с Eurosport. В общей сложности более 40 членов Европейского вещательного союза подписали лицензионные договора.
Глазго-2018 имеет четырёх официальных партнеров (онлайн-путеводитель «People Make Glasgow», правительство Шотландии, Strathmore Water, Spar). Берлин-2018 имеет пять официальных партнеров (Spar, Le Gruyère, Toyo Tires, Nike и Eurovision), а также несколько других партнеров. В общей сложности в организации и проведении чемпионата Европы по летним видам спорта участвует более 24 компаний — партнеров.
В период между 2 и 12 августа 2018 года около 1500 спортсменов будут соревноваться на чемпионате Европы по легкой атлетике в Берлине, в то же время более 3000 спортсменов будут участвовать в других чемпионатах Европы в Глазго. Каждый чемпионат Европы будет организован как принимающим городом, так и соответствующей спортивной федерацией.

## Второй чемпионат Европы по летним видам спорта (2022)
Второй чемпионат Европы по летним видам спорта запланирован на лето 2022 года. На данный момент проходит выбор принимающего города. Спортивные федерации, принимающие участие в чемпионате, объявят новый принимающий город после первого чемпионата Европы по летним видам спорта 2018 года.

## История
В 2015 году Европейская легкоатлетическая ассоциация, Европейская федерация водных видов спорта, Европейский велосипедный союз, Международная федерация гребного спорта FISA и Европейский союз триатлона пришли к соглашению организовать свои чемпионаты в составе одного события — чемпионата Европы по летним видам спорта. Европейский гимнастический союз, Европейский тур и женский Европейский тур присоединились к чемпионату 23 октября 2015 года.

## Принимающие города и места проведения соревнований
| Год  | Город  | Страна    | Даты              | Вид спорта                                                                                        | Количество состязаний | Количество атлетов | Место проведения                                                                      |
| 2018 | Берлин | Германия  | 2-12 августа 2018 | - Легкая атлетика                                                                                 | 50                    | 1500               | - Олимпийский стадион - Бранденбургские ворота                                        |
| 2018 | Глазго | Шотландия | 2-12 августа 2018 | - Водные виды спорта - Плавание - Прыжки в воду - Синхронное плавание - Плавание на открытой воде | 72                    | 1072               | - Толкросс - Бассейн Royal Commonwealth Pool - Спортивный кампус Скоттун - Лох-Ломонд |
| 2018 | Глазго | Шотландия | 2-12 августа 2018 | - Велоспорт - Трек - Шоссе - Маунтинбайк - BMX                                                    | 30                    | 1055               | - Велодром имени сэра Криса Хоя - Каткин Брэйс - Кингсвуд                             |
| 2018 | Глазго | Шотландия | 2-12 августа 2018 | - Гольф                                                                                           | 3                     | 64                 | - Глениглс                                                                            |
| 2018 | Глазго | Шотландия | 2-12 августа 2018 | - Спортивная гимнастика                                                                           | 12                    | 311                | - Спортивный комплекс SSE Hydro                                                       |
| 2018 | Глазго | Шотландия | 2-12 августа 2018 | - Гребля - Триатлон                                                                               | 18 3                  | 600 180            | - Стратклайдский парк                                                                 |